# أوركو فيرا
أوركو فيرا (بالإسبانية: Urko Vera) (14 مايو 1987 بباراكالدو في إسبانيا - ) هو لاعب كرة قدم إسباني في مركز الهجوم. لعب مع أتلتيك بيلباو ب وأتلتيك بيلباو وأوساسونا وبونفيرادينا وجونبك هيونداي موتورز ونادي ألكوركون ونادي إيبار ونادي إيركوليس ونادي ميرانديس ونادي هويسكا وSD Lemona ‏ وSantutxu FC ‏ وCD Laudio ‏ وإيبار ب وبورتغاليتي ‏.

## وصلات خارجية
- أوركو فيرا على موقع دوري كوريا الجنوبية (الإنجليزية)
- أوركو فيرا على موقع قاعدة بيانات كرة القدم.إي يو (الإنجليزية)
- أوركو فيرا على موقع Soccerbase.com (لاعب) (الإنجليزية)
- أوركو فيرا على موقع Soccerway.com (الإنجليزية)
- أوركو فيرا على موقع عالم كرة القدم.نت (الإنجليزية)
- أوركو فيرا على موقع AS.com (الإسبانية)